# Félix Dupanloup
Pour les articles homonymes, voir Dupanloup.
Félix Dupanloup, né le 3 janvier 1802 à Saint-Félix, dans le département du Mont-Blanc (correspondant au duché de Savoie, qui appartient à la France de 1792 à 1815 avant son annexion définitive en 1860), et mort le 11 octobre 1878 au château de La Combe-de-Lancey (Isère), est un prêtre catholique français, théologien enseignant, journaliste, prélat et homme politique. Il est évêque d'Orléans en 1849 et membre de l'Académie française à partir de 1854. Il est enterré dans la cathédrale Sainte-Croix d'Orléans.

## Biographie

### Jeunesse
Félix Antoine Philibert Dupanloup est un enfant naturel, né le 3 janvier 1802 à Saint-Félix, situé dans l'ancien duché de Savoie annexé depuis 1792 à la France. On le déclara comme l'enfant d'Anne Dechosal, une paysanne, et de Jean-François Dupanloup, un ouvrier tailleur. Mais par la suite ce dernier écrivit en marge de l'acte de baptême ne pas reconnaître cette paternité,. Dans les faits, la famille du vrai père exerça sa protection sur l'enfant et sa mère, quand ils vinrent s'installer à Paris en 1809 et qu'il fut décidé que le jeune Félix serait envoyé au collège Sainte-Barbe. On sut plus tard en société que c'était Camille Borghèse, l'aristocrate et révolutionnaire romain (alors en exil en Savoie après la prise de Rome par les royalistes napolitains), qui était le vrai père de Félix Dupanloup et qu'il fit cet enfant à Anne Dechosal, quand celle-ci était servante dans la famille où il fut reçu durant son exil. Renan parlait du « secret de la naissance de Dupanloup » que connaissait sans doute Hyacinthe-Louis de Quélen, ainsi que des familles de la haute société annécienne « qui avaient veillé paternellement sur le jeune ecclésiastique, qui en avaient fait un homme bien élevé et qui l’avaient introduit dans leur monde fermé ». Il bénéficia donc très tôt de certaines protections et opportunités. Choisissant la carrière ecclésiastique, il étudie la grammaire à la Petite-Communauté, les humanités au séminaire préparatoire de Saint-Nicolas-du-Chardonnet, la philosophie au petit séminaire d’Issy et la théologie au grand séminaire de Saint-Sulpice avant d’être ordonné prêtre le 18 décembre 1825.

### Vie de prêtre
En 1826, il est nommé vicaire de la Madeleine et s'établit une réputation de pédagogue. Il est chargé de l’éducation religieuse du duc de Bordeaux, puis des princes d’Orléans. En 1834, il est nommé curé de Saint-Roch et s’y fait une réputation d’orateur. C’est lui que choisit l'archevêque de Paris, Hyacinthe-Louis de Quélen, pour obtenir sur son lit de mort la rétractation de Talleyrand. Renan décrit ainsi sa mission : 
« Vers le mois d'avril 1838, M. de Talleyrand, en son hôtel de la rue Saint-Florentin, sentant sa fin approcher, crut devoir aux conventions humaines un dernier mensonge et résolut de se réconcilier, pour les apparences, avec une Église dont la vérité, une fois reconnue par lui, le convainquait de sacrilège et d'opprobre. Il fallait, pour cette délicate opération, non un prêtre sérieux de la vieille école gallicane, qui aurait pu avoir l'idée de rétractations motivées, de réparations, de pénitence, non un jeune ultramontain de la nouvelle école, qui eût tout d'abord inspiré au vieillard une complète antipathie ; il fallait un prêtre mondain, lettré, aussi peu philosophe que possible, nullement théologien, ayant avec les anciennes classes ces relations d'origine et de société sans lesquelles l'évangile a peu d'accès en des cercles pour lesquels il n'a pas été fait. M. L'abbé Dupanloup, déjà connu par ses succès au catéchisme de l'Assomption, auprès d'un public plus exigeant en fait de jolies phrases qu'en fait de doctrine, était juste l'homme qu'il fallait pour participer innocemment à une collusion que les âmes faciles à se laisser toucher devaient pouvoir envisager comme un édifiant coup de la grâce. Ses relations avec madame la duchesse de Dino, et surtout avec sa fille, dont il avait fait l'éducation religieuse, sa parfaite entente avec M. de  Quélen, les protections aristocratiques qui, dès le début de sa carrière, l'avaient entouré et l'avaient fait accepter dans tout le faubourg saint-Germain comme quelqu'un qui en est, le désignaient pour une œuvre de tact mondain plutôt que de théologie, où il fallait savoir duper à la fois le monde et le ciel. »
Il est ensuite chargé du séminaire préparatoire de Saint-Nicolas-du-Chardonnet, qui compte deux cents élèves. Il le réforme complètement ne laissant debout que les murs. Son intention était d’en faire un creuset où se mêleraient les jeunes garçons de familles riches et l’élite des élèves pauvres, signalés par des succès constants. Renan qui y fut élève écrit :
« La vieille maison de la rue Saint-Victor fut ainsi, pendant quelques années, la maison de France où il y eut le plus de noms historiques ou connus ; y obtenir une place pour un jeune homme était une grâce chèrement marchandée […] Pour une élite de la jeunesse cléricale, il espérait qu'il sortirait de ce mélange avec des jeunes gens du monde, soumis aux mêmes disciplines, une teinture et des habitudes plus distinguées que celles qui résultent de séminaires peuplés uniquement d'enfants pauvres et de fils de paysans. Le fait est qu'il réalisa sous ce rapport des prodiges. Composée de deux éléments en apparence inconciliables, la maison avait une parfaite unité. L'idée que le talent primait tout le reste étouffait les divisions, et, au bout de huit jours, le plus pauvre garçon débarqué de province, gauche, embarrassé, s'il faisait un bon thème ou quelques vers latins bien tournés, était l'objet de l'envie du petit millionnaire qui payait sa pension sans s'en douter. »

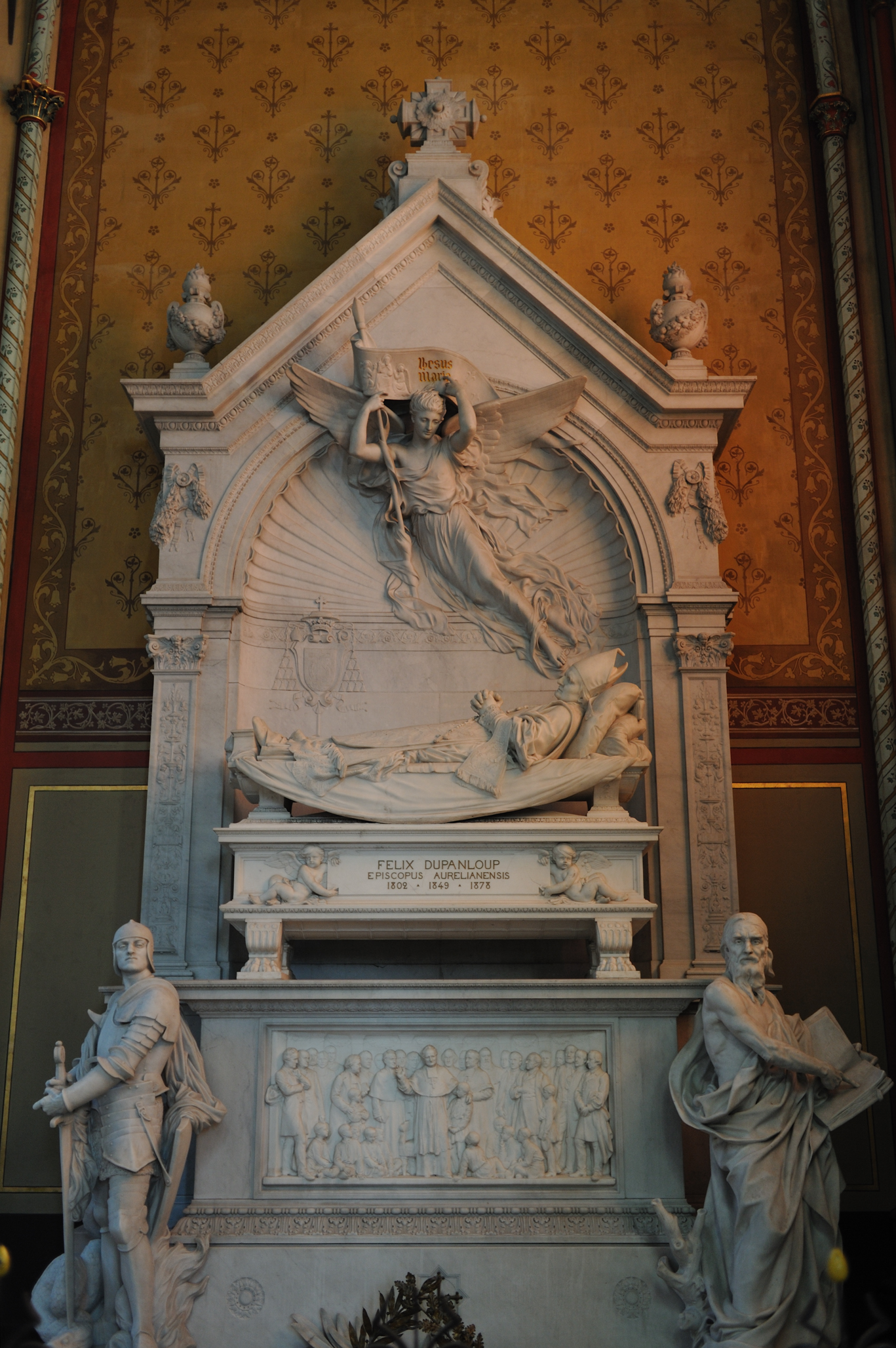
Mausolée de Félix Dupanloup dans la cathédrale Sainte-Croix d'Orléans par Henri Chapu.

En 1842, il refuse la nomination proposée par le roi Charles-Albert de Sardaigne à l'évêché d'Annecy.

### Défenseur de l'enseignement catholique
À partir de 1844, il est l'un des plus actifs défenseurs de l'enseignement catholique aux côtés de Charles de Montalembert. Pour mener ce combat, il quitte ses fonctions au séminaire en 1845 et l'archevêque de Paris, Denys Affre, le nomme chanoine de Notre-Dame.
Il est élu le 28 mai 1845 à l'Académie des sciences, belles-lettres et arts de Savoie, avec pour titre académique Effectif (titulaire).
En 1848, il fait partie de la commission extra-parlementaire présidée par Adolphe Thiers qui élabore le texte qui devient la loi Falloux du 15 mars 1850.

Il continue à œuvrer pour l'éducation catholique comme évêque. Il est l'un des premiers à réaliser une enquête auprès de ses curés, pour évaluer la qualité du catéchisme dans son diocèse dès 1850,. Il est lui-même l'auteur d'un catéchisme,. Il en développe une vision intégrant connaissances et pratiques :
« Le catéchisme, ce n’est pas seulement l’instruction, c’est l’éducation, ce n’est pas seulement enseigner le christianisme aux enfants, c’est élever les enfants dans le christianisme ».

### Vie d’évêque
Nommé évêque d'Orléans en 1849, il milite notamment pour la reconnaissance des mérites religieux de Jeanne d'Arc, qui est canonisée en 1920, 42 ans après la disparition de celui qui fut à l'origine de ses procès en béatification puis en canonisation. Il lui consacre deux panégyriques, l'un en 1855 puis un second en 1869, au cours duquel il appelle solennellement à sa canonisation.
Il établit sa résidence au château des Hauts de La Chapelle-Saint-Mesmin acquis par son prédécesseur Jean-Jacques Fayet, à proximité du petit séminaire de La Chapelle-Saint-Mesmin, qu'il dirige jusqu'à son décès.
Il est à l'origine, en 1852, de la création du Patronage des apprentis d'Orléans, société devant favoriser l'éducation professionnelle et dispenser la morale et les principes religieux aux jeunes gens issus des classes défavorisées.
En 1863, il fonde l’Académie Saint-Croix, société savante orléanaise d’inspiration chrétienne composée de membres ecclésiastiques mais aussi laïques issues de l’aristocratie, dont l’objet principal était de favoriser les recherches historiques en matière de religion et de littérature. Celle-ci cesse ses activités en 1905.

### À l'Académie française
Il est élu à l'Académie française le 18 mai 1854 au 16e fauteuil, où il succède à Pierre-François Tissot. Il y devient le chef du parti religieux, s'opposant violemment en 1863 à la candidature d'Émile Littré, à qui il reproche son agnosticisme, et empêchant son élection. Il s'oppose de même aux candidatures de Taine et de Renan.
En 1871, Littré est à nouveau candidat, et cette fois  est élu, à la grande colère de Dupanloup, qui dans un premier temps annonce sa démission de l'Académie. Il a d'autres occasions de s'opposer à Littré, puisque tous deux viennent, la même année, d'être élus députés. Félix Dupanloup est en effet élu député du Loiret le 8 février 1871 avant d'être l'un des 75 sénateurs inamovibles élus par l'Assemblée nationale le 18 décembre 1875.
À la fin de sa vie, l'évêque d'Orléans fait de longs séjours à Hyères dans la propriété de ses amis, le baron et la baronne de Prailly, au Plantier de Costebelle.

### Postérité
Les anticléricaux utilisèrent son nom pour créer la chanson paillarde Le Père Dupanloup.
En 1905, son nom est donné à un établissement d'enseignement privé de Boulogne-Billancourt, le Cours Dupanloup, institution qui existe encore de nos jours.

## Succession apostolique
Félix Dupanloup a ordonné les évêques suivants :
- Évêque Flavien-Abel-Antoinin Hugonin (1867)

## Œuvres
- De la pacification religieuse : quelle est l'origine des querelles actuelles ? quelle en peut être l'issue ?, éd. chez J. Lecoffre et Cie., 1845
- De l'éducation, éd. Douniol, 1861.
- De l'éducation, 9e éd. Charles Douniol et Cie, libraires éditeurs, 29 rue de Tournon, Paris, 1872, 3 tomes, imp. Victor Goupy, 5 rue Garancière, Paris.
  - De l'éducation en général, tome premier, 405 p.
  - De l'autorité et du respect dans l'éducation, tome deuxième, 607 p.
  - Les hommes d'éducation, tome troisième, 639 p.
- La Convention du 8 décembre. Suivie d'une lettre au Journal des débats, 28e éd., Paris, Charles Douniol, 1865, 160 p.
- Entretiens sur la prédication populaire, éd. Charles Douniol, 1866.
- De la haute éducation intellectuelle, éd. Douniol, 1866 (1re éd. 1857)
- Louis XVII, sa vie, son agonie, sa mort: captivité de la famille royale au Temple, Alcide Beauchesne, Félix Dupanloup, ed. H. Plon, 1867.
- La femme studieuse, ed. C. Douniol, 1869.
- Étude sur la franc-maçonnerie, 3e éd., Paris, Charles Douniol, 1875, 92 p.
- Premières lettres a Messieurs les membres du Conseil municipal de Paris sur le centenaire de Voltaire, éd. Société Bibliographique, 1878 ( Lire en ligne )
- Lettres sur l'éducation des filles et sur les études qui conviennent aux femmes dans le monde, éd. C. Douniol, 1879.
- La souveraineté pontificale selon le droit catholique et le droit européen, éd. J. Lecoffre et Cie, 1860.
- Le mariage chrétien, 19e éd. P. Téqui, libraire éditeur, 82 rue Bonaparte, Paris, 1920, 438 p.
- Réponse de Mgr l'évêque d'Orléans à M. le baron Molroguier, Ch. Douniol, 1860, 16 p. (lire en ligne) ;
- Défense de la liberté de l'Église, R. Ruffet, 1861, 448 p. (lire en ligne) ;